# Patricia Morison
Pour les articles homonymes, voir Morison.
Eileen Patricia Augusta Fraser Morison, dite Patricia Morison (parfois créditée Patricia Morrison), est une actrice et chanteuse américaine, née le 19 mars 1915 à New York et morte le 20 mai 2018 à West Hollywood,.

## Biographie
Patricia Morison joue au cinéma de 1935 à 1976 et à la télévision (séries, téléfilms) entre 1950 et 1989. Après une participation à un court métrage en 1935, elle débute véritablement au cinéma dans un film de 1939, produit par la Paramount, où elle sera sous contrat jusqu'en 1942. À l'issue d'une tournée en Grande-Bretagne (afin de distraire les troupes américaines depuis peu engagées dans la Seconde Guerre mondiale), elle poursuit de manière indépendante, à partir de 1943, sa carrière au cinéma, où elle apparaîtra le plus souvent dans des seconds rôles.
Elle fait également carrière au théâtre, principalement dans des comédies musicales, étant une bonne chanteuse (dans la tessiture de mezzo-soprano). Notamment, de 1933 à 1954, elle se produit à Broadway, où elle crée en 1948, dans Kiss Me, Kate, le rôle de Lilli Vanessi qu'elle reprendra jusqu'en 1965, tant au théâtre (notamment à Londres) qu'à la télévision. Toujours à Broadway, elle est l'une des interprètes d'Anna Leonowens, aux côtés de Yul Brynner, dans une autre comédie musicale à succès, créée en 1951, Le Roi et moi (elle reprendra aussi ce rôle, à Los Angeles puis à Saint Louis). Mentionnons encore son interprétation de Maria von Trapp, toujours dans une comédie musicale bien connue, La Mélodie du bonheur, à Los Angeles en 1972.

## Filmographie partielle

### Cinéma

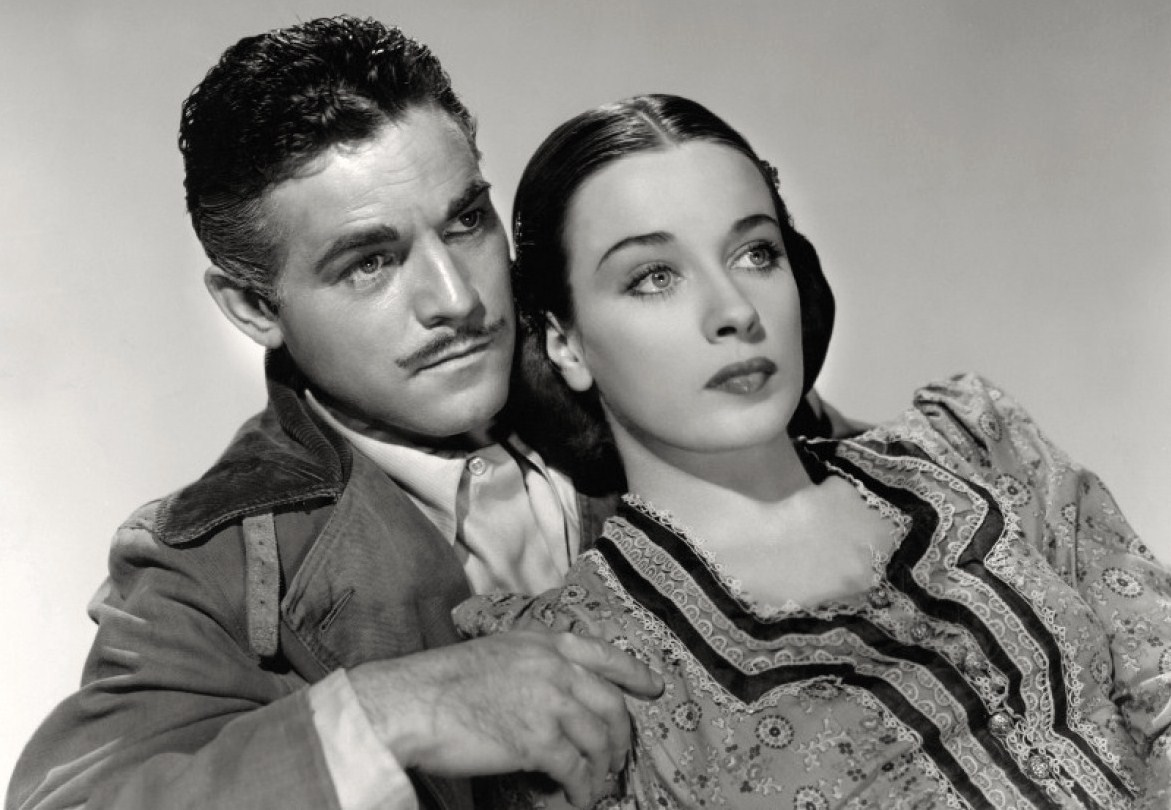
Patricia Morison et Alan Curtis dans Hitler's Madman (1943, photo promotionnelle).

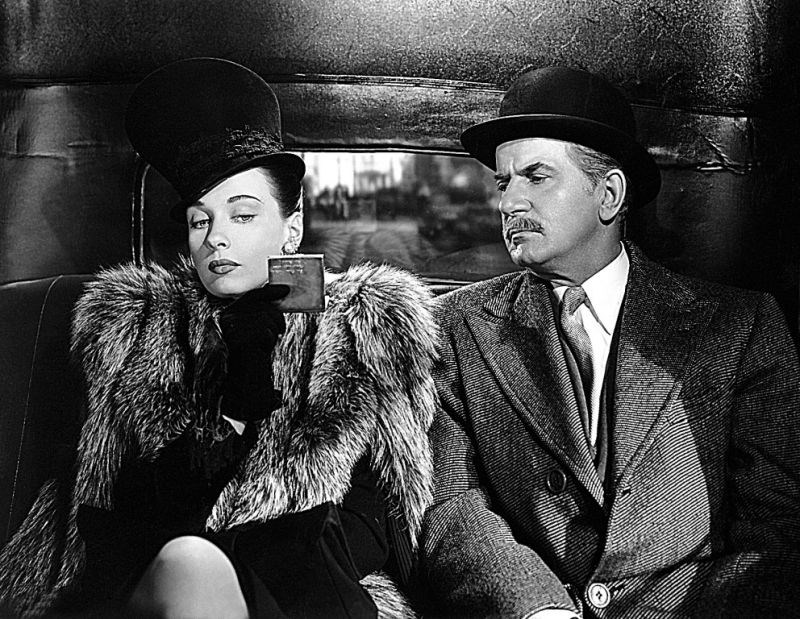
Patricia Morison et Frederick Worlock dans Sherlock Holmes et la clé (1946).

- 1935 : Wreckless de William A. Shilling (court métrage)
- 1939 : Le Parfum de la dame traquée (Persons in Hiding) de Louis King
- 1939 : The Magnificent Fraud (en) de Robert Florey
- 1940 : Le Mystère de Santa Marta (Rangers of Fortune) de Sam Wood
- 1941 : Une nuit à Lisbonne (One Night in Lisbon) de Edward H. Griffith
- 1941 : Romance of the Rio Grande d'Herbert I. Leeds
- 1942 : Madame exagère (Are Husbands Necessary?) de Norman Taurog
- 1942 : Mabok, l'éléphant du diable (Beyond the Blue Horizon) d'Alfred Santell
- 1942 : Night in New Orleans de William Clemens
- 1943 : Le Docteur de la mort (Calling Dr. Death) de Reginald Le Borg
- 1943 : Silver Skates de Leslie Goodwins
- 1943 : Nid d'espions (The Fallen Sparrow) de Richard Wallace
- 1943 : Hitler's Madman de Douglas Sirk
- 1943 : Le Chant de Bernadette (The Song of Bernadette) d'Henry King
- 1945 : Sans amour (Without Love) d'Harold S. Bucquet
- 1945 : Deanna mène l'enquête (Lady on a Train) de Charles David
- 1946 : La Clef ou Sherlock Holmes et la Clef (Dressed To Kill) de Roy William Neill
- 1947 : Le Carrefour de la mort (Kiss of Death) d'Henry Hathaway (rôle coupé au montage)
- 1947 : Meurtre en musique (Song of the Thin Man) d'Edward Buzzell
- 1947 : L'Amazone de la jungle (Queen of the Amazons) d'Edward Finney
- 1947 : Tarzan et la Chasseresse (Tarzan and the Huntress) de Kurt Neumann
- 1948 : Le Prince des voleurs (The Prince of Thieves) de Howard Bretherton
- 1948 : Sofia de John Reinhardt
- 1948 : Furie sauvage (en) (The Return of Wildfire) de Ray Taylor et Paul Landres
- 1960 : Le Bal des adieux (Song without End) de Charles Vidor et George Cukor

### Télévision
- 1958 : Kiss Me, Kate, téléfilm de George Schaefer
- 1964 : Kiss Me, Kate, téléfilm de David Askey
- 1985 : Le Miroir aux alouettes (Mirrors), téléfilm de Harry Winer
- 1989 : Send in the Crane de James Burrows (saison 7, épisode 9, de la série Cheers)

## Théâtre (sélection)
(comédies musicales à Broadway, sauf mention contraire)
- 1933 : Growing Pains, pièce d'Aurania Rouverol, produite et mise en scène par Arthur Lubin, avec Georgette McKee
- 1938 : The Two Bouquets, opérette, livret et lyrics d'Herbert et Eleanor Farjeon, mise en scène et production de Marc Connelly, avec Leo G. Carroll, Alfred Drake, Enid Markey
- 1944 : Allah be praised !, musique de Don Walker et Baldwin Bergersen, livret et lyrics de George Marion Jr.
- 1948-1951 : Kiss Me, Kate, musique et lyrics de Cole Porter, livret de Bella et Samuel Spewack, d'après La Mégère apprivoisée (The Taming of the Shrew) de William Shakespeare, avec Alfred Drake (adaptée au cinéma en 1953)
- 1951-1954 : Le Roi et moi (The King and I), musique de Richard Rodgers, livret et lyrics d'Oscar Hammerstein II, chorégraphie de Jerome Robbins, mise en scène de John Van Druten, d'après le roman Anna et le Roi de Siam (Anna and the King of Siam) de Margaret Landon, avec Yul Brynner (Alfred Drake en remplacement), Gertrude Lawrence (Celeste Holm ou Patricia Morison en remplacement), Sal Mineo (adaptée au cinéma en 1956)
- 1954 : Le Roi et moi, reprise à Los Angeles
- 1959 : Le Roi et moi, reprise à Saint Louis
- 1965 : Kiss Me Kate, reprise à Seattle et New York
- 1972 : La Mélodie du bonheur (The Sound of Music), musique de Richard Rodgers, lyrics d'Oscar Hammerstein II, livret de Howard Lindsay et Russel Crouse, reprise à Los Angeles (adaptée au cinéma en 1965)